# Arriba argentinos
Arriba argentinos es un noticiero argentino emitido por Canal 13, de lunes a viernes a las 7:00 a. m., con una duración de 120 minutos. El matutino es la adaptación porteña del noticiero cordobés Arriba Córdoba, de Canal 12, canal afiliado a Artear.
La idea del noticiero es que la gente esté informada «con todo lo que necesita saber antes de salir de casa» y constantemente se informa el estado y pronóstico del tiempo, el del tránsito y el funcionamiento de los servicios públicos, para que el televidente esté preparado. Además, cada media hora se repasan los títulos. El noticiero arranca con la frase «Arriba Argentinos que llegan las noticias» y luego de los títulos, por mucho tiempo, contó con «Los besitos de buenos días» de Débora Pérez Volpin.
A pesar de emitirse tan temprano a la mañana, desde hace ya varios años, Arriba Argentinos cuenta por lo general con más del 55% del share, siendo entonces, lo más visto a esa hora del día. 
El 24 de abril de 2015, ya que los sábados el programa no va al aire, el equipo festejó con una foto en el balcón los 10 años al aire.

## Historia

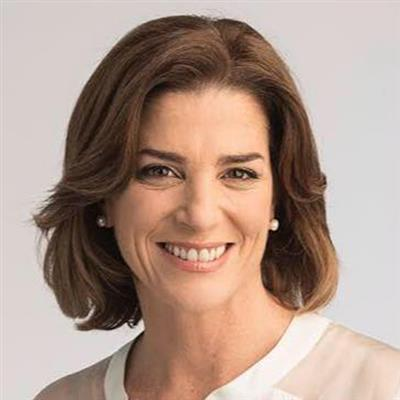
Débora Pérez Volpin, quien condujo el noticiero entre 2005 y 2017, estaba a cargo de la conducción junto a Marcelo Bonelli.

El noticiero nació el 25 de abril de 2005, con la conducción de Débora Pérez Volpin y Marcelo Bonelli. Desde sus comienzos y hasta mediados de 2014, el noticiero duraba 150 minutos y se emitía de 7:00 a. m. a 9:30 a. m. Hasta abril de 2021, se redujo en media hora su duración. Es el único noticiero de El Trece que como cortina musical no usa un tema de Eddie Sierra, sino que usa el tema "Un paso más allá", de Narcotango, cortina que mantuvo a lo largo de sus casi 10 años al aire. Hasta mediados de 2014, el tiempo estuvo a cargo de Mauricio Saldivar. Tras su renuncia, ingresa el joven meteorólogo Alpio Costa. En noviembre de 2016, ingresó la meteoróloga Nazarena Di Serio.
El 25 de julio de 2011, el programa cambia toda su gráfica en pantalla pero mantenimiento la música, tal como el resto de los noticieros del canal hasta mayo de 2017.
El 8 de mayo de 2017, el noticiero renueva sus gráficas con un estilo "neón" y con cambios en su banda musical junto a Tiempo del tiempo, Noticiero Trece y Síntesis.
Desde el 7 de junio de 2019, el estudio del programa —también empleado para otros dos noticieros de la señal, Notitrece y Síntesis— lleva el nombre de Débora Pérez Volpin en homenaje a la conductora fallecida. El acto contó con la instalación de una placa en su entrada.
En abril de 2024, Marcelo Bonelli renuncia al programa para asumir la conducción de TN Central. El viernes 26 de abril de 2024, fue el último programa de Marcelo Bonelli, que estaba desde su estreno conduciéndolo. El mismo día, se presentó la dupla Valeria Sampedro e Ignacio Otero, quienes serán conductores desde el lunes 29. 

## Columnistas
| Sección      | Columnista/s     |
| ------------ | ---------------- |
| Deportes     | Pablo Gravellone |
| Tránsito     | Alejandro Ramos  |
| Clima        | Sergio Jalfin    |
| Espectáculos | May Martorelli   |
| Literatura   | Mariana Mactas   |
| Salud        | Guillermo Lobo   |

## Presentadores
- 2005-2017: Débora Pérez Volpin y Marcelo Bonelli.
- 2017-2020: Agustina Muda y Marcelo Bonelli.
- 2020-abril de 2024: Marcelo Bonelli
- mayo de 2024-presente: Ignacio Otero y Valeria Sampedro

## Premios y nominaciones
- Martín Fierro 2007 como mejor noticiero
- Premios Tato 2011 como mejor noticiero
- Premios Tato 2012 como mejor noticiero
- Premios Tato 2013 como mejor noticiero

## Gerencia informativa
- Director de noticias: Ricardo Ravanelli
- Producción general: Lía Mormina
- Producción ejecutiva: Damián Hoffman
- Producción: Mariano Pavetti, Lourdes Aguiar, Silvana Amato y Juan Lacanette
- Dirección de cámaras: Pablo García